# Piastra siciliana
A Piastra siciliana foi uma moeda do Reino da Sicília até 1815. Ela era chamada de "siciliana" para distingui-la da outra piastra, cunhada e utilizada no resto do reino, denominada Piastra napolitana. As duas piastras tinham valores iguais, porém eram divididas de maneira diferente. A piastra siciliana era subdividida em 12 Tari e cada um deste subdividido em 20 grana (singular: grano).